# Quantos Possunt ad Satanitatem Trahunt
Quantos Possunt ad Satanitatem Trahunt – ósmy album norweskiej grupy Gorgoroth. Ukazał się 21 października w Europie i 11 listopada 2009 w Stanach Zjednoczonych. Płyta dotarła do 23. miejsca norweskiej listy sprzedaży VG-Lista.

## Lista utworów
Opracowano na podstawie materiału źródłowego.
| Nr | Tytuł utworu                  | Słowa      | Muzyka   | Długość |
| -- | ----------------------------- | ---------- | -------- | ------- |
| 1. | „Aneuthanasia”                | A. Behemot | Infernus | 02:19   |
| 2. | „Prayer”                      | A. Behemot | Infernus | 03:33   |
| 3. | „Rebirth”                     | V. Horg    | Infernus | 06:34   |
| 4. | „Building a Man”              | V. Horg    | Infernus | 03:23   |
| 5. | „New Breed”                   | V. Horg    | Infernus | 05:29   |
| 6. | „Cleansing Fire”              | V. Horg    | Infernus | 03:13   |
| 7. | „Human Sacrifice”             | V. Horg    | Infernus | 03:46   |
| 8. | „Satan-Prometheus”            | A. Behemot | Infernus | 05:37   |
| 9. | „Introibo ad Alatare Satanas” | Infernus   | Infernus | 00:53   |
|    |                               |            |          | 34:47   |

## Twórcy
Opracowano na podstawie materiału źródłowego.
- Infernus - gitara rytmiczna, gitara prowadząca, aranżacje, produkcja muzyczna, mastering
- Pest - wokal
- Frank Watkins - gitara basowa
- Tomas Asklund - perkusja, aranżacje, produkcja muzyczna, inżynieria dźwięku, miksowanie, mastering
- Mats Lindfors - mastering
- Christian Misje - zdjęcia, projekt okładki i wykonanie, oprawa graficzna
- Oskorei Grapix - projekt okładki i wykonanie, oprawa graficzna